# Janric Craig, 3. Viscount Craigavon

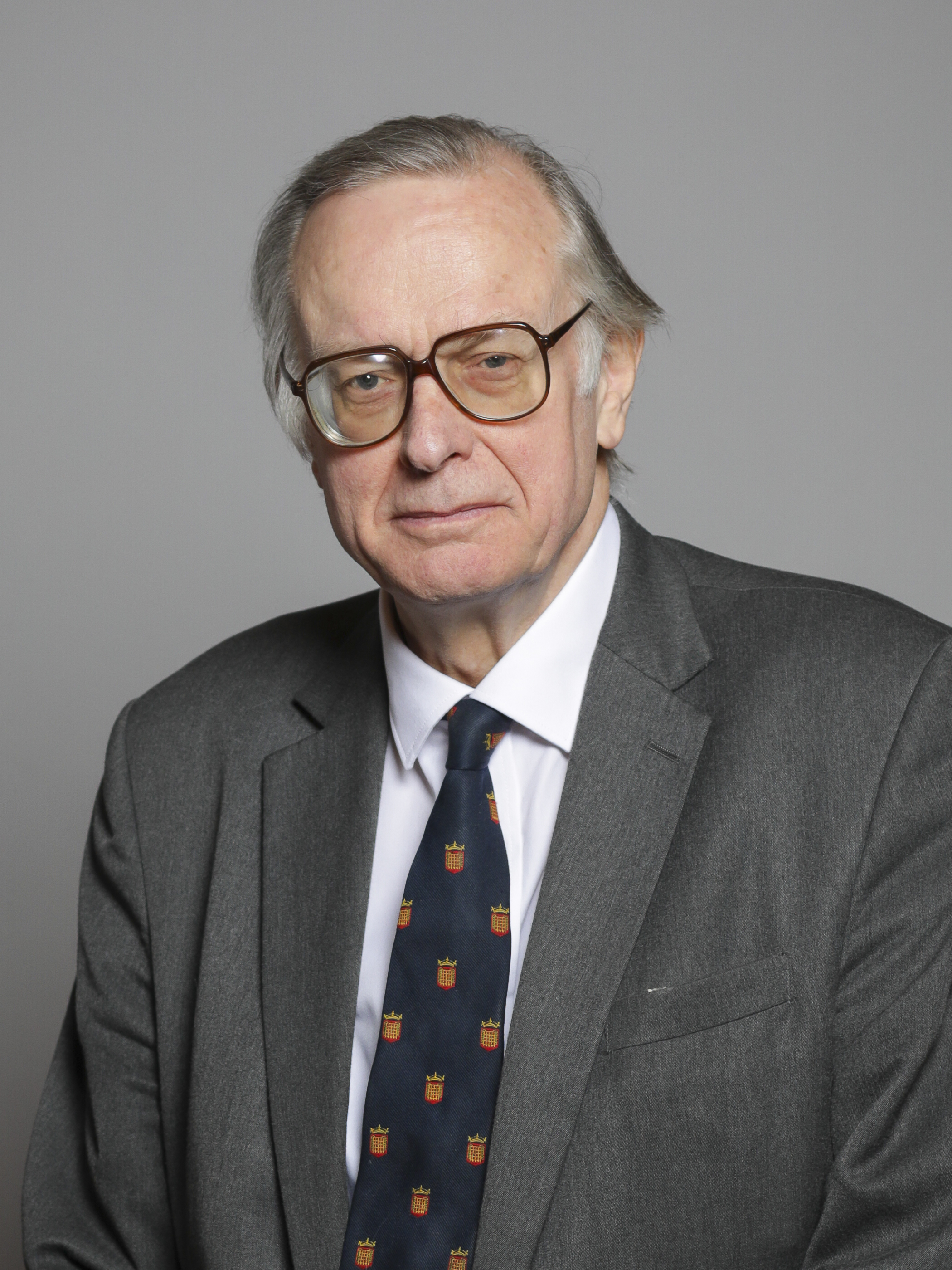
Janric Craig, 3. Viscount Craigavon, 2019

Janric Fraser Craig, 3. Viscount Craigavon (* 9. Juni 1944; † 31. März 2025), war ein britischer Peer, Politiker und Wirtschaftsprüfer.
Er entstammte einer bedeutenden Familie in Ulster und war der einzige Sohn des James Craig, 2. Viscount Craigavon (1906–1974) aus dessen Ehe mit Angela Fiona Tatchell (um 1918–2007). Er besuchte das Eton College und schloss sein Studium an der University of London als Bachelor of Arts und Bachelor of Science ab.
Beim Tod seines Vaters erbte er 1974 dessen Adelstitel als 3. Viscount Craigavon und 3. Baronet, of Stormont. Mit dem Viscounttitel war damals unmittelbar ein Sitz im House of Lords verbunden. Lord Craigavon war ein Mitglied des Vorstandes der Anglo-Austrian Society. Er war Treuhänder im Progress Educational Trust und später in dessen Beirat. Mit Inkrafttreten des House of Lords Act 1999 verlor er zusammen mit allen anderen erblichen Peers den erblichen Sitz im House of Lords. Er wurde jedoch als einer von 92 Erbpeers gewählt, die nach der Reform im House of Lords verblieben. Er gehörte der parteilosen Fraktion der Crossbencher an.
1998 wurde Lord Craigavon als Komtur des Ordens des Löwen von Finnland, 2005 als Kommandeur des schwedischen Nordstern-Ordens und 2006 als Ritter des dänischen Dannebrogorden ausgezeichnet.
Da er war ledig und kinderlos blieb, erloschen seine Adelstitel mit seinem Tod, 2025.